# 社会人サークル
社会人サークル（しゃかいじんサークル）は、社会人同士が趣味やスポーツなどを通じてコミュニケーションをとる場、およびその活動。
スポーツ系、文化系、イベント系、食事会系など様々なサークルが存在する。多くは利益活動と関係ないのでボランティアによって運営される。